# Vil·la Romana de Torreáguila

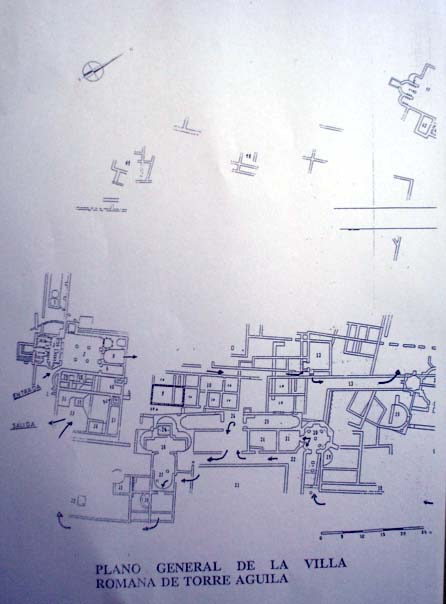
Plànol general de la vil·la romana de Torreáguila.

La Vil·la Romana de Torreáguila és una vil·la romana situada al municipi de Montijo, Extremadura.

## Situació
La Vil·la Romana de Torreáguila es troba a 300 metres del riu Guadiana i a 189 metres d'altitud. Està situada en la carretera que va a Barbaño des del pont de Lobón.

## Història
Es diferencien 3 etapes: 
La primera etapa correspon al segle I d.C, sobre aquesta s'edificà una nova vil·la al voltant del pati central amb les seves dependències, termes, habitacions... i una segona zona, la dels serveis, aljubs, magatzems, etc.
Després d'un període de decadència prendrà un nou apogeu al segle v. En aquesta etapa es construí una Vil·la Romana al voltant d'un nou peristil, amb estances senyorials més sumptuoses. La part rústica va tindre la seva presència a través de grans magatzems.
L'última etapa de reaprofitament, època visigoda, haurà una major preponderància del culte cristià: baptisteri, església, necròpolis... marquen les distants fases de l'evolució.
Amb l'arribada dels àrabs es posà fi a la història de la vil·la, sumint-se en l'oblit fins als nostres dies. Es descobrí el 1984, gràcies a la realització de treballs agrícoles.

## Descripció
Probablement, la vil·la pertanyia a un soldat veterà retirat de l'exèrcit que vivia a Emèrita Augusta. Es calcula que hi vivien entre 500 i 700 persones, atesa la quantitat d'esquelets trobats. Estava dividida en dues parts, una de rústica i una d'urbana.